# I racconti di Vittoria
I racconti di Vittoria è un film del 1995 diretto da Antonietta De Lillo.
Presentato alla Finestra sulle immagini del 52º Festival di Venezia, riceve il Premio Fedic e la Segnalazione del Sindacato Critici Cinematografici Italiani.

## Trama
Il film si divide in tre episodi nei quali, in modo differente, si combatte contro la morte.
Nel primo episodio, dal titolo Pozzi d'amore, il protagonista Enzo Moscato recita una sorta di monologo teatrale. Un lungo racconto dove si parla della paura per la fine imminente e l'angoscia della separazione da chi si ama.
Nel secondo, invece, In alto a sinistra, un giovane ripensa al padre scomparso. Ricorda la sofferenza della sua malattia e proprio in nome di quel ricordo, supera il dolore lacerante che accompagna la sua solitudine.
Nell'ultimo episodio, Racconti di Vittoria, è una donna medico, un'oncologa, ad ammalarsi di cancro. E, per una volta dall'interno della malattia, con coraggio e dignità, spingerà i suoi pazienti a lottare per vivere.
Il film ha per filo conduttore, il dolore e la morte, visti da tre differenti prospettive: quella teatrale, quella letteraria e quella televisiva. Il film ha lo scopo di esorcizzare la morte nel mito, nel primo episodio, di ritualizzarla nel secondo e infine di combatterla, affrontandola di petto, nell'ultimo caso.